# Nemoria hypotiches
Nemoria hypotiches är en fjärilsart som beskrevs av Louis Beethoven Prout 1993. Nemoria hypotiches ingår i släktet Nemoria och familjen mätare. Inga underarter finns listade i Catalogue of Life.